# Macedonio Fernández
Macedonio Fernández (Buenos Aires, 1 de junho de 1874 - 10 de fevereiro de 1952) foi um escritor argentino, autor de uma obra sumamente original e complexa, que inclui novelas, contos, poemas, artigos de jornal, ensaios filosóficos e textos de natureza inclassificável. Exerceu uma grande influência sobre a literatura argentina posterior.

## Biografía
Filho de Macedonio Fernández, fazendeiro e militar, e de Rosa del Mazo Aguilar Ramos. Estuda em 1887 no Colegio Nacional Central.
Durante 1891-1892 publica em diversos periódicos uma série de páginas, incluídas mais tarde em Papeles antiguos, primeiro volume de suas Obras completas (Buenos Aires: Corregidor). Companheiro e amigo íntimo de Jorge Guillermo Borges (pai de Jorge Luis Borges), compartilham interesse pelo estudo da psicologia de Herbert Spencer e pela filosofia de Arthur Schopenhauer.
Em 1897 a Faculdade de Direito da Universidad de Buenos Aires lhe outorga o título de doutor em jurisprudência por uma tese intitulada Sobre las peronas que ainda permanece inédita. Publica no La Montaña, jornal socialista dirigido por Leopoldo Lugones e José Ingenieros. Em 1898 recebe seu diploma de advogado. No ano seguinte se casa com Elena de Obieta, com quem terá quatro filhos.
Publica em 1904 alguns poemas na Revista Martín Fierro (não deve ser confundida com a revista vanguardista de mesmo nome publicada nos anos 20 e que terá papel muito ativo). Em 1910 obtém o cargo de Fiscal no Tribunal Jurídico da cidade de Posadas, na província de Misiones, função que desempenha por alguns anos.
Em 1920 morre sua esposa. Os filhos permanecem sob o cuidados dos avós e tias. Abandona a profissão de advogado. Ao voltar da Europa, em 1921, Jorge Luis Borges descobre Macedonio, com quem começa uma prolongada amizade. Borges, por volta de 1960, escreve um breve e substancioso prólogo para uma antologia de Macedonio. Disse que nenhuma outra pessoa o impressionou tanto quanto ele.
Em 1928 é editado No toda es vigilia la de los ojos abiertos, a pedido de Raúl Scalabrini Ortiz e Leopoldo Marechal. Publica no ano seguinte Papeles de Recienvenido. Durante este período, se preocupa em criar expectativas a respeito da possível aparição da novela Museo de la Novela de la Eterna. Em 1938 publica "Novela de Eterna" y la Niña del dolor, la "Dulce-persona" de un amor que no fue sabido, antecipação de Museo de la Novela de la Eterna.
Três anos mais tarde publica no Chile Una novela que comienza.
Em 1944, é publicada uma nova edição de Papeles de Recienvenido. Em 1947, Macedonio vai morar na casa de seu filho Adolfo, em que residirá até sua morte.

### Obras
- No toda es vigilia la de los ojos abiertos. Buenos Aires, Manuel Gleizer, 1928.
- Papeles de Recienvenido. Buenos Aires, Cuadernos del Plata, 1929.
- Una novela que comienza. Prólogo de Luis Alberto Sánchez. Santiago de Chile, Ercilla, c. 1940, port. 1941.
- Poemas. Prólogo de Natalicio González. México, Guarania, 1953.
- Museo de la Novela de la Eterna. Advertência de Adolfo de Obieta. Buenos Aires, CEAL, 1967.
- Museo de la novela eterna / Macedonio Fernández; edição de Fernando Rodríguez Lafuente. Cátedra, 1995.
- No toda es vigilia la de los ojos abiertos y otros escritos. Advertência de Adolfo de Obieta. Buenos Aires, CEAL, 1967.
- Cuadernos de todo y nada. Buenos Aires, Corregidor, 1972. 2a. ed. 1990.
- Teorías. Ordenação e notas de Adolfo de Obieta. Buenos Aires, Corregidor, 1974 (Obras completas, vol. III).
- Adriana Buenos Aires; última novela mala. Ordenação e notas de Adolfo de Obieta. Buenos Aires, Corregidor, 1975. (Obras completas, vol V).
- Museo de la Novela de la Eterna; primera novela buena. Ordenação e notas de Adolfo de Obieta. Buenos Aires, Corregidor, 1975. (Obras completas, vol VI).
- Epistolario. Ordenação e notas de Alicia Borinsky. Buenos Aires, Corregidor, 1976. (Obras completas, vol. II).

## Bibliografía
- ATTALA, Daniel (ed.). 2007. Impensador Mucho. Ensayos sobre Macedonio Fernández. Buenos Aires: Ediciones Corregidor.
- ATTALA, Daniel. 2009. Macedonio Fernández, lector del Quijote. Com referência constante a J. L. Borges. Buenos Aires: Paradiso.
- CADUS, Raúl. 2007, La obra de arte en el pensar, Metafísica y literatura en Macedonio Fernández. Córdoba: Alcion Editora.
- CAMBLONG, Ana. 2003. Macedonio. Retórica y política de los discursos paradójicos. Buenos Aires: Eudeba.
- CAMBLONG, Ana. 2007. Ensayos macedonianos. Buenos Aires: Ediciones Corregidor.
- ENGELBERT, Jo Anne. 1978. Macedonio Fernández and the Spanish American New Novel. New York: New York University Press.
- FERNÁNDEZ MORENO, César. 1960. Introducción a Macedonio Fernández. Buenos Aires: Talía.
- FERNÁNDEZ MORENO, César. 1982. "Vida y obra de Macedonio Fernández", en Museo de la Novela de la Eterna, ed. C. Fernández Moreno. Caracas: Ayacucho.
- FLAMMERSFELD, Waltraut. 1976. Macedonio Fernández (1874-1952): Reflexion und Negation als Bestimmungen der Modernität. Frankfurt: O. Lang.
- GARCÍA, Carlos. 2000. Crónica de una amistad. Macedonio Fernández/Jorge Luis Borges. Correspondencia 1922-1939. Buenos Aires: Ediciones Corregidor.
- GARCÍA, Germán. 1969. Hablan de Macedonio Fernández. Buenos Aires: Atuel.
- JITRIK, Noé. 2007. Historia crítica de la literatura argentina, vol. 7 Macedonio. Buenos Aires: Emecé.
- OBIETA, Adolfo de. 1999. Macedonio Fernández. Memorias errantes, Buenos Aires: Corregidor.
- PRIETO, Julio. 2002. Desencuadernados: vanguardias ex-céntricas en el Río de la Plata. Rosario: Beatriz Viterbo.
- SALVADOR, Nelida. 1993. "Cronología", en M. Fernández, Museo de la Novela de la Eterna, Colección Archivos, edición crítica de Ana Camblong y Adolfo de Obieta.
- UYÀ, Josep Maria. 2009. "La intempèrie metafísica de Macedonio Fernandez", Girona. Documenta Universitaria